# Грицаєнко Анатолій Іванович
Анатолій Іванович Грицаєнко (8 березня 1906, місто Новий Буг, тепер Миколаївської області — 22 жовтня 1964, місто Москва, тепер Російська Федерація) — радянський державний діяч, 1-й секретар Кагановичського (тепер Київського) районного комітету КП(б)У міста Харкова.

## Життєпис
З чотирнадцятирічного віку працював токарем.
З вересня 1928 року служив у Червоній армії.
Член ВКП(б) з 1929 року.
Після демобілізації обирався секретарем партійного комітету заводу в місті Харкові.
У 1938 році — 1-й секретар Кагановичського (тепер Київського) районного комітету КП(б)У міста Харкова. 
Закінчив Вищу школу партійних організаторів при ЦК ВКП(б) у Москві.
У роки німецько-радянської війни був на керівній партійно-політичній роботі в Радянській армії. Служив старшим інструктором із організаційно-партійної роботи 7-го гвардійського механізованого корпусу Південно-Західного фронту, начальником політичного відділу — заступником командира 7-ї гвардійської механізованої бригади із політичної частини.
Після демобілізації понад десять років працював в апараті ЦК ВКП(б) (КПРС).
До 22 жовтня 1964 року — відповідальний працівник апарату Ради міністрів РРФСР.
Помер 22 жовтня 1964 року в Москві. Похований на Ваганьковському цвинтарі Москви.

## Звання
- гвардії майор
- гвардії підполковник

## Нагороди та відзнаки
- два ордени Червоного Прапора (22.01.1943, 7.07.1944)
- орден Вітчизняної війни ІІ ст. (22.05.1945)
- медаль «За оборону Сталінграда»
- медаль «За перемогу над Німеччиною у Великій Вітчизняній війні 1941—1945 рр.» (1945)
- медаль «За перемогу над Японією» (1945)
- медалі